# Mycoplasmopsis bovis
Espèce
Mycoplasmopsis bovis  (syn. Mycoplasma bovis) est une espèce de bactéries du genre Mycoplasmopsis et de la famille des Mycoplasmataceae. Cette bactérie est responsable d'infection chez les bovins. Il ne faut pas confondre cette bactérie avec Mycobacterium tuberculosis var. bovis, dit aussi Mycobacterium bovis, agent de la tuberculose bovine.